# Pierre Guillou (homme politique)
Ne pas confondre avec Pierre Guillou (1908-1943), résistant français du réseau Source K.
Pour les articles homonymes, voir Guillou.
Pierre Guillou, né le 2 août 1903 à Kérity et mort le 27 septembre 1985 à Pluzunet, est un agriculteur, résistant de la Seconde Guerre mondiale, homme politique, député des Côtes-du-Nord de 1956 à 1958 et fondateur du journal Paysan Breton.